# Psicologia penitenziaria
La psicologia penitenziaria è, per alcuni, quella parte della psicologia giuridica che troverebbe applicazione all'interno delle strutture penitenziarie, per altri una disciplina autonoma caratterizzata dall'oggetto dell'indagine e dal campo di indagine.
Oggi di psicologia penitenziaria si parla a più livelli e questa disciplina, anche grazie all'attivazione di corsi universitari e master, ha raggiunto una certa autonomia.
L'intervento dello psicologo in carcere poggia sull'idea-guida che il sostegno ed il trattamento possano rispettivamente supportare l'Io nelle fasi più critiche ed incidere significativamente sulla organizzazione esistenziale del soggetto promuovendone il senso di colpa, di responsabilità e l'autocritica e motivandolo al reinserimento sociale.
Va da sé che questi presupposti teorici continuamente si confrontano e si scontrano con i vincoli e le richieste istituzionali che li rendono a fatica compatibili con la quotidianità detentiva e con la precarietà che ancora, nonostante gli sforzi innumerevoli realizzati, caratterizza l'operare “al di là del muro”.
Nella psicologia penitenziaria il committente (la società, l'Amministrazione penitenziaria, la Magistratura di sorveglianza...) non corrisponde all'utente (detenuto).
A differenza di altri ambiti, il “doppio mandato” non è episodico bensì strutturale.

## Storia
La psicologia penitenziaria è una disciplina recente che si è sviluppata prevalentemente da fine anni '70 in base all'evoluzione delle conoscenze della criminologia, della psicologia e all'ordinamento penitenziario che prevede l'introduzione anche degli esperti in psicologia nell'esecuzione della pena.
In Italia la psicologia penitenziaria sta conquistando una propria autonomia in base alla specifica individuazione del campo scientifico, alla nascita di associazioni (C.N.E.I.P.A nel 1980, A.N.P.P.I. nel 1994 e C.N.P.P.I. nel 1999), di una società scientifica (S.I.P.P. nel 2003) e alla istituzione del primo corso di perfezionamento post universitario presso l'Università di Urbino dal 2003-04.

## Definizione
Con psicologia penitenziaria, espressione più adeguata rispetto a psicologia rieducativa o correzionale o carceraria, si intende l'applicazione della psicologia nella fase dell'esecuzione della pena negli istituti penitenziari, nella fase dell'esecuzione penale esterna e nella giustizia minorile. Tale applicazione riguarda i detenuti, il personale e l'istituzione.

## Specificità dell'intervento
L'oggetto della psicologia penitenziaria, la specificità dell'identità professionale e alcune differenze con la psicologia giuridica si possono riassumere nel seguente modo:
- la fase dell'intervento è quella dell'esecuzione penale dopo la fase del giudizio;
- il contesto/setting è quello dell'istituzione totale così difficile e complesso come quello penitenziario;
- le attività sono quelle di tipo diagnostico ma anche terapeutico-riabilitativo (individuale e di gruppo che determinano un contatto di lunga durata con il “cliente”)  ed anche attività rispetto all'organizzazione, mentre la psicologia giuridica ha un ruolo prevalentemente diagnostico;
- gli interventi interdisciplinari sono molto articolati e richiedono molteplici competenze e interazioni professionali con molte figure professionali (direttori, educatori, assistenti sociali, polizia penitenziaria, medici, psichiatri, operatori SerT, magistrati sorveglianza, insegnanti, volontari, ecc.) e non prevalentemente magistrati come nella psicologia giuridica;
- la questione del “doppio mandato” e del “cliente involontario” tipiche di tutta la psicologia giuridica, trovano un'esasperazione nella psicologia penitenziaria che si colloca tra richiesta dell'istituzione e bisogno del soggetto, tra punire e curare, tra esigenze giudiziarie e sanitarie.

## Compiti
I compiti istituzionali che hanno caratterizzato la psicologia penitenziaria, sono: osservazione e trattamento, sostegno psicologico, servizio nuovi giunti (ora servizio di accoglienza), consiglio disciplina integrato, presidio tossicodipendenze e, recentemente, il colloquio di primo ingresso.
- L' "osservazione scientifica" della personalità consiste in una valutazione diagnostica, nel formulare un profilo psicologico e nel delineare gli elementi prognostici. Tali valutazioni si integrano con quelle degli altri operatori nelle riunioni di équipe e nella stesura delle relazioni di sintesi per elaborare un programma di trattamento anche in riferimento alla concessione di permessi e misure alternative.
- Il "trattamento" è costituito da interventi per favorire cambiamenti soggettivi, promuovere un processo di modificazione degli atteggiamenti che è di ostacolo ad una costruttiva partecipazione.
- Il "sostegno psicologico" è un'attività rivolta ai detenuti in attesa di giudizio finalizzata a contenere e ridurre la perdita degli interessi del soggetto sotto il profilo affettivo e familiare. Tale attività è particolarmente importante nei casi in cui si tratta della prima carcerazione e per ridurre e contenere i danni psicologici che la carcerazione spesso determina.
- Il “servizio nuovi giunti”, attività di accoglienza nella fase dell'ingresso in carcere, è nato per affrontare e ridurre il rischio dei suicidi, degli atti di autolesionismo e di violenza.
- La “partecipazione al Consiglio di disciplina integrato” dove lo psicologo (in realtà è prevista la presenza di due psicologi) deve valutare l'opportunità di sottoporre o no il detenuto ad un regime di sorveglianza particolare (destinato ai detenuti ritenuti pericolosi per l'ordine e la sicurezza).
- Il “presidio tossicodipendenze”, competenza transitata nel 2000 al Sistema Sanitario Nazionale, era destinato all'assistenza ai tossicodipendenti, agli alcoolisti e ai soggetti affetti da Hiv (trattamento socio-sanitario, recupero, reinserimento e favorire i contatti con le risorse esterne).
- Il “colloquio di primo ingresso” raccogliere e valutare dati e notizie; fornire informazioni su diritti e doveri.
- Oltre alle attività descritte, vanno ricordati gli interventi psicologici rivolti a casi particolari (malattia mentale, pedofilia, serial killer, pentiti, collaboratori giustizia, ecc.) o a situazioni particolari (grande sorveglianza, isolamento, gesti autolesivi, ecc.).
- A ciò si aggiungono anche le esperienze nella gestione di gruppi, esperienze di psicoterapia, collaborazione ad attività di formazione del personale, progettazione, tutela della salute dei detenuti.

Dopo 30 anni di esperienza, possiamo ridefinire i campi di intervento della psicologia penitenziaria in tre macro-aree: 
- a)	i detenuti;
- b)	il personale;
- c)	l'organizzazione.

Gli interventi nelle macro-aree sono finalizzati a:
- a) rispetto ai detenuti
  - tutelare la salute psichica, prevenire il disagio e gli effetti negativi della detenzione;
  - elaborare diagnosi e indicazioni prognostiche;
  - individuare programmi di trattamento negli istituti e modalità alternative alla detenzione;
  - fornire il sostegno psicologico a tutti i detenuti e ai loro familiari;
  - garantire gli interventi psicologici e psicoterapeutici (individuali, di gruppo);
  - prevenire la ricaduta;

- b) rispetto al personale
  - promuovere la formazione, l'aggiornamento e la supervisione del personale;
  - prevenire i fenomeni di burn out;
- c)rispetto all'organizzazione
  - sviluppare l'analisi organizzativa e la progettazione;
  - stimolare la sperimentazione e la ricerca.